# 硒化鉀
硒化鉀是一種無機化合物，由硒和鉀，為一種氫硒酸鹽，其化學式為K2Se。具吸湿性，朝解硒析出，故变红色。

## 制備
使硒和鉀反應即可制得，將此反应在液氨中反应時，可制得純度較高的硒化钾。

## 晶體結構
硒化鉀晶體結構為立方晶系，屬於反螢石型結構，空間群為{\displaystyle Fm{\bar {3}}m}，每單位晶胞有4個單位。